# ローレンス・オリファント

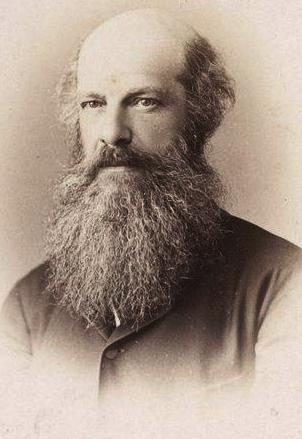
ローレンス・オリファント

ローレンス・オリファント（英: Laurence Oliphant, 1829年8月3日 - 1888年12月23日）は英国の作家、旅行家、外交官、神秘主義者。1870年に出版された風刺小説『Piccadilly』の作家として知られるが、後年は心霊主義預言者であるトマス・レイク・ハリスの影響を受けた。

## 生涯

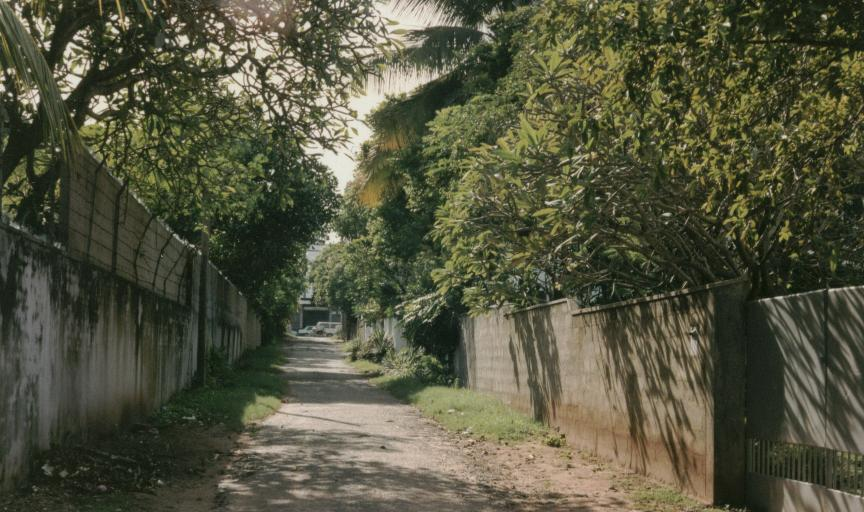
オリファントがコロンボ時代に暮らしたマハ・ヌガ・ガーデンズ

### 成人まで
父はサー・アンソニー・オリファント（Anthony Oliphant 、1793年 - 1859年）。スコットランドの地主階級だったが、1829年にローレンスが誕生したとき、父はケープ植民地の法務長官 (attorney-general) であった。8歳の頃、母のマリアと共に英国に一旦帰国。父はその後すぐに最高裁長官としてセイロンに転勤したため、オリファントも1841年の終わり頃セイロンへ向かった。それ以降コロンボで過ごすことになる。オリファント父子は、中国から30本のチャノキをセイロンに輸入し、ヌワラエリヤ（Nuwara Eliya）の自身の土地で栽培したとされている。1846年から1848年にかけて両親と共に欧州を旅行、当初はケンブリッジ大学に進学するつもりであったが、結局セイロンに戻った。そこで父の私設秘書として働き始めた。
1851年、オリファントは当時ネパールの宰相であったジャンガ・バハドゥル・ラナについて、コロンボからネパールに行った。そこでの体験を基に、最初の小説である『A Journey to Katmandu （カトマンズへの旅）』（1852年）を書いた。以降、各地を取材しては『ブラッウッド・マガジン』『タイムズ』『デイリーニュース』などにしばしば寄稿する書き手となった。

### ロシア、カナダ、トルコ、南米を遍歴
処女作の出版のため、1851年末に英国に帰国。次回作の出版のためロシアへと旅だった。変装してセヴァストポリに不法侵入し、その結果を『The Russian Shores of the Black Sea（黒海のロシア領沿岸） 』（1853年）として出版した。
1853年から1861年にかけて断続的にエルギン伯爵ジェイムズ・ブルースの秘書を務めカナダとアメリカに同行し、最初の仕事としてワシントンD.C.でのカナダ相互条約の交渉に立会った。リンカーンとも会っている。1855年1月に帰国し、ニューキャッスル公爵と共にクリミア戦争中のトルコに出かけた。
1856年末から1857年にかけてはウィリアム・ウォーカーによる環カリブ海帝国の建設に参加したが、計画は失敗した。

### 中国および日本滞在
エルギン伯がアロー戦争（1856年 - 1860年）の遠征軍司令官となると、オリファントは個人的秘書として中国に同行した。途中、日本との通商条約を締結するため、一行は1858年7月30日に上海を4隻の艦隊で出発、8月3日（安政5年6月24日）に長崎に到着、8月12日（7月4日）には品川沖に停泊した。8月26日（7月18日）に日英修好通商条約が調印された。およそ1ヶ月前に日米修好通商条約が調印されていたこともあり、交渉は比較的スムーズに進んだが、オリファントはこの際の様子は「エルギン卿遣日使節録」 としてまとめ、出版している。なお、幼少期を過ごした南アフリカにはオランダ人が多かったため、オリファントはオランダ語ができた。

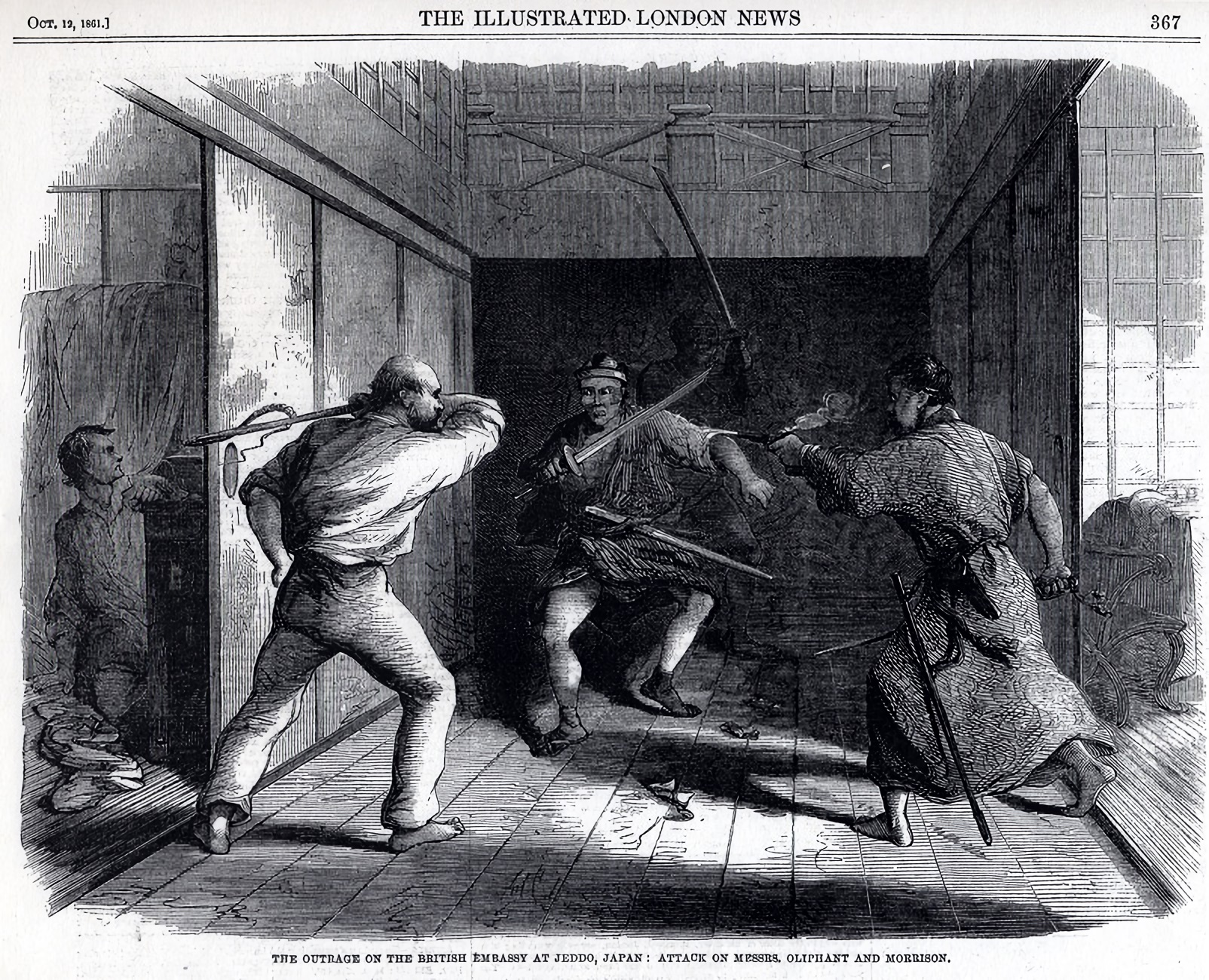
第一次東禅寺事件。乗馬用の鞭で反撃するオリファント。襖の陰に隠れているのがモリソン。1861年10月12日のイラストレイテド・ロンドン・ニュースに掲載された画だが、これを描いたチャールズ・ワーグマンも事件に遭遇している。

エルギンとの極東訪問後、外務大臣ジョン・ラッセル (初代ラッセル伯爵)に日本勤務希望を申し出、31歳で日本大使館スタッフに任命され、1861年（文久元年）にはラザフォード・オールコックから、在日本英国公使館の一等書記官に任命された。オールコックの休暇帰国中は代理公使を務める予定だった。オリファントは1861年6月の終わりに江戸に到着した。7月5日（5月28日）の早朝、公使館は攘夷派浪士に襲撃された（第一次東禅寺事件）。ピストルは旅行かばんの中に入れたままであったため、オリファントは馬鞭で立ち向かった。暗闇のため致命的な一撃を受けることはなかったが、数箇所を負傷し、治療のため船に送られた。この事件のため帰国することになったが、オリファントには重要な使命が与えられた。当時の江戸幕府は攘夷運動に苦しめられ、新潟・兵庫および江戸・大坂の開港開市延期を求めていた。オールコックはこれに反対の立場であったが、8月14日および8月15日に、オールコック、オリファント、英国東インド艦隊司令官ジェームズ・ホープ、老中・安藤信正、若年寄・酒井忠毗に通訳を加えただけの秘密会談がもたれた。ここでオールコックは日本の内情を理解し、開港延期賛成に回る。帰国するオリファントには、この方針変更を英国政府に伝え、同意を得る役目が与えられた。
オリファントは朝鮮に立ち寄った後に、英国に帰国した。朝鮮ではロシアの軍艦が人里はなれた湾を占領しているのを発見、これを撤退させている。
なお、腕の怪我は完全には治らず、後遺症が残った。

### 英国への帰国からアメリカ移住
英国に戻った1865年には、スコットランドのスターリング・バーロウ選挙区（Stirling Burghs）から下院議員に選出されたが、議員としての活動に目立ったものはなかった。ただし、1867年4月11日付けで、スタンレー外相に対し「日本におけるフランス公使と幕府の商取引」に関する動議提出を予告したが、これがきっかけとなって、小栗忠順がフランスとの間で成立させていた600万ドル借款が撤回され、幕府軍事力の近代化が大きくつまづいている。なお、この動議は結局提出されず、オリファント自体の本件に関する関心も不明である。
議員在職中に、心霊主義預言者であるトマス・レイク・ハリスの影響をうけるようになる。ハリスは1861年頃に小さな教団「the Brotherhood of the New Life（新生同胞教団）」をアメリカのエリー湖畔のブロックトン（Brocton）に設立していた。オリファントはそれ以前の1860年にロンドンでの説教会を聞いた母親を通じてハリスと知り合っていた。ハリスはオリファントに支配的な力を有するようになっており、オリファントは1867年に議員を引退し、ブロックトンに移住する。
当時、薩摩藩の秘密留学生がロンドンに滞在していたが、親日派と見られたオリファントの下へ、これら留学生が出入りしていた。オリファントは彼ら留学生にハリスの教えを紹介した。結局、森有礼ら6人の留学生が、ハリスのコミューンのあるブロックトンへ向かった。伝記によると、オリファントは日本人留学生たちに「ヨーロッパ文明社会の腐敗と堕落、列強諸国による貪欲な搾取と纂奪の歴史」を語り、「近代文明の非を悟らせ、アジア古来の『信義』と『廉恥』の精神がいかに大切かを分からせたかった」という。
なお、議員引退後の著作『Piccadilly』（1870年）は大成功を収めた。
精神的指導者であるハリスの意思に忠実に、オリファントはコミューンで農業作業者としての生活を開始した。ただ、コミューンの構成員は、お金を稼ぐために時々俗世に戻ることが許されていた。
3年後、これが許されたため、オリファントはヨーロッパに戻り、タイムズ紙の特派員となり、普仏戦争取材に派遣された。その後も数年間特派員としてパリに留まった。そこで、彼の母を介して、将来の妻となるアリスと出会う。二人は1872年6月8日にロンドンの聖ジョージ教会で結婚した。
1873年、オリファントは妻と母を伴ってブロックトンに戻ったが、教祖の教えに従い、3人は別々に暮らした。オリファントの教団内での役割は前回とは違っていた。彼は教団の資金に責任を持たされ、しばしばニューヨークやロンドンに取引のために出張した。

### ユダヤ人のパレスチナ入植の夢
その頃までに、オリファントは東欧の貧しいユダヤ人たち をパレスチナに入植させるという壮大な計画にとりつかれていた。1879年には現地に赴き、また聖地の北半分を借りてそこにユダヤ人を入植させるという見込みのない交渉のためにイスタンブールにまで脚を伸ばした（これは1882年に始まるシオニズム運動に先立つものであった）。英国と米国にはその資金を提供しようと欲するの多くの人々がいたため、財政的には、さほど困難なことではないとオリファントは考えた。実際、キリスト・アデルフィアン派や他のキリスト教信者、ユダヤ人からの金銭的支援を受け、ガラリヤにユダヤ人難民の土地を購入する基金を集めた。
結局、明確な実績は上げることはできず、英国に一旦戻ったが、カリフォルニアに移っていたハリスのコミューンに住んでいた妻と再び一緒になることが許され、二人でエジプトへと向かった。
1881年、また米国へ渡ったが、この米国訪問中にオリファントはハリスに失望し、二人は決別した。しかし、神秘主義的思考は持ち続け、むしろ過激になっていった。当初オリファントは妻がハリスとの決別に反対するのではないかと心配したが、そのような事態は起こらなかった。二人はハイファのドイツ人植民地にあった、テンプル騎士団の中に一軒の家を持ち、またもう一軒を約12マイル離れたカルメル山のダリヤ（Daliat al-Carmel）に避暑用の別荘として持った。オリファントは山の上にある美しい村ダリヤの美術や工芸を育て、村の経済に貢献した。オリファントの家があった両地区には今も記念館があり、ハイファのハダー地区には、イスラエル建国前まではオリファントの名を冠した道もあった。
1882年にはナフタリ・ヘルツ・インベル（後にイスラエル国歌となるハティクヴァ叙情詩の作家として著名になる）を秘書として雇った。
1884年、二人は共同で『Sympneumata: Evolutionary Forces now active in Man（シンニュマタ：或いは人のうちに働く進化の力）』と言う奇妙な本を書いた。翌年にはオリファントはアヴァターラに関する彼自身の考えを表明した小説『Masollam 』を執筆、1883年には代表作の一つである『Altiora Peto 』が出版された。
1885年12月、ガリラヤ湖周辺を熱病が襲い、1886年1月2日に妻のアリスが亡くなった。オリファントも熱病のため、妻の葬儀に列席できなかった。彼は彼女の死後の方が生前より、二人の関係はより近いと感じるようになり、彼女の影響を受けた『Scientific Religion 』を執筆した。

### 再び英国へ
1887年11月、『Scientific Religion 』の出版のため英国へ戻った。1888年の聖霊降臨節までにそれを仕上げ、米国へ向かった。そこで初期の社会主義者であるロバート・オウエンの孫娘、ロザモンドと再婚した。二人はハイファに行くつもりだったが、オリファントは重い病気にかかり、1888年12月23日に死亡した。

## 家族
- 父・アンソニー（Anthony Oliphant, 1793 - 1859） - スコットランドのパースシャー（現・パース・アンド・キンロス）で貴族オリファント家の一員として生まれる[12]。法律家。1839年にスリランカ総督に次ぐ高い官職であるセイロン判事を務める[2]。禁欲主義のスコットランド監督教会派(エバンゲリカル)の敬虔な信者[2]。
- 母・マリア(Maria Oliphant ? - 1880) - 軍人の娘として生まれる。父のキャンベル大尉はケープ植民地在のスコットランド第72連隊指揮官[2]。ローレンス一家について調査したイスラエル人作家ラム・オーレンによると、親同士が決めた愛のない結婚だったため、寂しさから息子のローレンスを異常なほど溺愛したと言われる[13]。厳格な福音主義の伝道者であり、そのほとんどを聖書を読んで過ごしたと言う[13]。エルギン伯の母をはじめ、エルギン一家と親しかった[2]。
- 最初の妻・アリス(Alice Oliphant, ? - 1889) - イギリスのノーフォーク[12] の裕福な家庭の娘で、マリアを通じてローレンスと知り合った。1872年6月に結婚。ローレンスは議員時代（1865-1868）に罹病した梅毒の持病があったが、それを了解のうえで結婚したと言われる[13]。イスラエル人作家ラム・オーレン（Ram Oren）は2012年に出版した著書『Nefesh Homiya』で、オリファントのパレスチナ時代の秘書ナフタリ・ヘルツ・インベルとマリアが恋愛関係にあったと主張している[13]。
- 後妻・ロザムンド（Rosamund, ?-?） - 社会主義的経営で知られたロバート・オウエンの孫娘。1888年5月に結婚。新婚旅行中にローレンスが亡くなる[2]。
- 叔父（父の兄弟）にスコットランド国会議員のローレンス・オリファント（その息子は、20世紀初頭にイギリス陸軍大将を務めたローレンス・オリファント）、イギリス東インド会社の代表にしてドゥリープ・シングの侍従でもあったジェームズ・オリファント、音楽家のトーマス・オリファントがいる。

## 著書ほか（日本語訳）
- 『エルギン卿遣日使節録』岡田章雄訳、「新異国叢書9」雄松堂書店、1968年、新版1991年ほか
- 『英国公使館員の維新戦争見聞記』中須賀哲朗訳、校倉書房、1981年。他はウィリアム・ウィリスの記録
- 『エルギン卿中国日本使節日記』セオドア・ウォルロンド編、山本秀峰編訳、露蘭堂、2021年

エルギン伯爵の書簡および日記。付録にオリファント「エルギン卿中国日本使節録」の書評、図版多数。

## 著書
- Journey to Katomandu (1852)
- The Russsian Shores of the Black Sea in the autumn of 1852 (1853)
- The Coming Campaign (1855)
- Minnesota and the Far West (1855)
- The Trans-Caucasian Campaign of the Turkish Army under Omer Pasha (1856)
- Narrative of Elgin's Mission to China and Japan (1859)
- Universal Suffrage and Napoleon the Third (1860)
- Patriots and Filibusters (1860)
- Piccadilly (1870)
- The Land of Gilead (1880)
- The Land of Khemi (1882)
- Traits and Travesties (1882)
- Altiora Peto (1883)
- Sympneumata, or, Evolutionary forces now active in man  (1885)
- Massolam (1886)
- Fashionable Philosophy and Other Sketches (1887)
- Haifa (1887)
- Episodes in a Life of Adventure (1887)
- Scientific Religion (1888)

## 関連文献
- 佐野真由子『オールコックの江戸 : 初代英国公使が見た幕末日本』中央公論新社〈中公新書〉、2003年。ISBN 978-4121017109。 NCID BA63248525。国立国会図書館書誌ID:000004240984。
- 宮澤眞一「ローレンス・オリファントに於ける転石の苔ー中国・日本遠征に至るまでの冒険作家の性格形成を中心にしてー」『埼玉女子短期大学研究紀要』第9号、埼玉女子短期大学、1998年3月、195-215頁、CRID 1050845763751682048、ISSN 0915-7484。